# Spacewarp
Bandai Spacewarp is een knikkerbaan-achtig speelgoed waarmee men een miniatuurachtbaan kan maken waar stalen kogeltjes van 12 mm overheen rollen. De eerste sets zijn gemaakt in de jaren 80 van de 20ste eeuw. Gebruikers kunnen de banen gemaakt van flexibel kunststof in elk gewenste vorm buigen en knippen. Op deze manier kan men ook bochten, loopings en kurkentrekkers maken. De baan wordt op zijn plaats gehouden door aluminium buisjes die in kunststof grondplaten vastzitten. Alle sets hebben een of meerdere liften die de kogels weer omhoog transporteren. Sommige sets hebben ook wissels, hefbomen, voorgevormde bochten en verlichting. Vanwege de kleine en breekbare onderdelen is spacewarp minder geschikt voor kinderen onder de 8 jaar.

## Verkrijgbaarheid
Spacewarp is zeldzaam in Europa en is in Nederland en België niet of zeer moeilijk te verkrijgen. Aanschaffen lukt alleen via internationale webwinkels of eBay. Zelfs op marktplaats.nl is het niet of zeer zelden te vinden. Bandai is gestopt met het produceren van spacewarp in 1988, maar heeft de productie in 2005 hervat. Tot 1995 werden er wel reserve-onderdelen verkocht.

## Sets
Oude generatie (1985 - 1995)
- 10
- 15
- 20
- 30
- 40
- Blackwolf (20 meter zwarte rail, 8 grondplaten)
- I (11 meter rail, 6 grondplaten en traplift)
- II (12 grondplaten)
- L (met verlichting)
- W (8 grondplaten)
- Action 1 (met molen)
- Action 2 (28 meter blauwe rail, 11 grondplaten)
- Space tree

Nieuwe generatie (2005 - nu) 
Noot: Er bestaat ook "spacerail", een namaak spacewarp uit China.
- Start (level 1)(5 meter rail, met voorgevormde bochten en looping)
- 3500 (level 2)(9 meter rail, met wipwapjes)
- 5000 (level 3) (16 meter rail)
- Level 4 (26 meter rail)
- 10000 (level 5)(32 meter rail)met zwaaiarm en wipwapjes)
- Level 6 (60 meter rail, met 7 wipwapjes)
- Level 7 (32 meter rail, met 3 liften)
- Level 8 (40 meter rail)
- Level 9 (68 meter rail)
- Desktop (gemaakt van transparant kunststof in plaats dan rails, met lichtgevende knikkers)
- 25ste jubileum set (alleen in Japan)

Sommige dozen bevatten rails die oplichten in het donker.
Er zijn ook mensen die zelf onderdelen voor spacewarp maken zoals trechters, elektronische contactpunten met verlichting, spijkervelden en liften.